# Casinaria mythologica
Casinaria mythologica là một loài tò vò trong họ Ichneumonidae.